# Oxydia flavidula
Oxydia flavidula là một loài bướm đêm trong họ Geometridae.